# 2023–2024-es Európa-liga (egyenes kieséses szakasz)
A 2023–2024-es Európa-liga egyenes kieséses szakasza 2024. február 15-én kezdődik és május 22-én ért véget. Az egyenes kieséses szakaszban az Európa-liga csoportkörének első és második helyezettjei és az UEFA-bajnokok ligája csoportkörének harmadik helyezettjei vettek részt.

## Lebonyolítás
A döntő kivételével mindegyik mérkőzés oda-visszavágós rendszerben zajlik. A két találkozó végén az összesítésben több gólt szerző csapat jut tovább a következő körbe. Ha az összesítésnél az eredmény döntetlen, akkor 30 perces hosszabbítást következik a második mérkőzés rendes játékidejének lejárta után. Ha a 2×15 perces hosszabbítás után is egyenlő az állás, akkor büntetőpárbajra kerül sor. A döntőben a győztesről egy mérkőzés dönt.
A nyolcaddöntő rájátszásának és a nyolcaddöntő sorsolása során egy kiemelt csapat mellé egy nem kiemeltet sorsolnak. Azonos tagországba tartozó csapatok nem játszhatnak egymással. A nem kiemelt csapatok játsszák az első mérkőzést hazai pályán.

## Fordulók és időpontok
A mérkőzések időpontjai a következők:
| Forduló                     | Sorsolás dátuma    | 1. mérkőzés                            | 2. mérkőzés                            |
| --------------------------- | ------------------ | -------------------------------------- | -------------------------------------- |
| Rájátszás a nyolcaddöntőért | 2023. december 18. | 2024. február 15.                      | 2024. február 22.                      |
| Nyolcaddöntők               | 2024. február 23.  | 2024. március 7.                       | 2024. március 14.                      |
| Negyeddöntők                | 2024. március 15.  | 2024. április 11.                      | 2024. április 18.                      |
| Elődöntők                   | 2024. március 15.  | 2024. május 2.                         | 2024. május 9.                         |
| Döntő                       | 2024. március 15.  | 2024. május 22., Aviva Stadion, Dublin | 2024. május 22., Aviva Stadion, Dublin |

## Résztvevők
Az Európa-liga csoportkörének első helyezettjei, a nyolcaddöntőbe jutottak. Az Európa-liga csoportkörének második helyezettjei és az UEFA-bajnokok ligája csoportkörének harmadik helyezettjei a nyolcaddöntő rájátszásába kerültek.
A nyolcaddöntő rájátszásának és a nyolcaddöntő sorsolása során egy kiemelt csapat mellé egy nem kiemelt csapatot sorsoltak. Figyelembe vették, hogy azonos tagországba tartozó, illetve az azonos csoportból továbbjutók nem szerepelhettek egymás ellen. A nem kiemelt csapatok játszották az első mérkőzést hazai pályán.

Az Európa-liga csoportkörének első és második helyezettjei
| Csoport   | Csoportelső (nyolcaddöntős) | Csoportmásodik (kiemelt a nyolcaddöntő rájátszásában) |
| --------- | --------------------------- | ----------------------------------------------------- |
| A csoport | West Ham United             | SC Freiburg                                           |
| B csoport | Brighton & Hove Albion      | Marseille                                             |
| C csoport | Rangers                     | Sparta Praha                                          |
| D csoport | Atalanta                    | Sporting CP                                           |
| E csoport | Liverpool                   | Toulouse                                              |
| F csoport | Villarreal                  | Rennes                                                |
| G csoport | Slavia Praha                | Roma                                                  |
| H csoport | Bayer Leverkusen            | Qarabağ                                               |

Az UEFA-bajnokok ligája csoportkörének harmadik helyezettjei
| Csoport   | Csoportharmadik (nem kiemelt a nyolcaddöntő rájátszásában) |
| --------- | ---------------------------------------------------------- |
| A csoport | Galatasaray                                                |
| B csoport | Lens                                                       |
| C csoport | Braga                                                      |
| D csoport | Benfica                                                    |
| E csoport | Feyenoord                                                  |
| F csoport | Milan                                                      |
| G csoport | Young Boys                                                 |
| H csoport | Sahtar Doneck                                              |

## A nyolcaddöntő rájátszása
A nyolcaddöntő rájátszásának sorsolását 2023. december 18-án tartották. Az első mérkőzéseket 2024. február 15-én, a visszavágókat február 22-én játszották.

### Párosítások
| 1. csapat     | Össz.Tooltip Aggregate score | 2. csapat    | 1. mérk. | 2. mérk.   |
| ------------- | ---------------------------- | ------------ | -------- | ---------- |
| Feyenoord     | 2–2 (t. 2–4)                 | Roma         | 1–1      | 1–1 (h.u.) |
| Milan         | 5–3                          | Rennes       | 3–0      | 2–3        |
| Lens          | 2–3                          | SC Freiburg  | 0–0      | 2–3 (h.u.) |
| Young Boys    | 2–4                          | Sporting CP  | 1–3      | 1–1        |
| Benfica       | 2–1                          | Toulouse     | 2–1      | 0–0        |
| Braga         | 5–6                          | Qarabağ      | 2–4      | 3–2 (h.u.) |
| Galatasaray   | 4–6                          | Sparta Praha | 3–2      | 1–4        |
| Sahtar Doneck | 3–5                          | Marseille    | 2–2      | 1–3        |

### Mérkőzések
| 2024. február 15. 18:45 |

| Feyenoord    | 1–1               | Roma       |
| ------------ | ----------------- | ---------- |
| Paixão 45+1' | (1–0) Jegyzőkönyv | Lukaku 67' |

| De Kuip, Rotterdam Játékvezető: Radu Petrescu (román) |

| 2024. február 22. 21:00 |

| Roma                                    | 1–1 (h. u.)                 | Feyenoord                       |
| --------------------------------------- | --------------------------- | ------------------------------- |
| Pellegrini 15'                          | (1–1, 1–1, 1–1) Jegyzőkönyv | Giménez 5'                      |
| Büntetőpárbaj                           |                             |                                 |
| Paredes Lukaku Cristante Aouar Zalewski | 4–2                         | Ueda Hancko Dzsahánbahs Hartman |

| Stadio Olimpico, Róma Játékvezető: Jesús Gil Manzano (spanyol) |

| 2024. február 15. 21:00 |

| Milan                         | 3–0               | Rennes |
| ----------------------------- | ----------------- | ------ |
| Loftus-Cheek 32' 47' Leão 53' | (1–0) Jegyzőkönyv |        |

| San Siro, Milánó Játékvezető: Nikola Dabanović (montenegrói) |

| 2024. február 22. 18:45 |

| Rennes                                       | 3–2               | Milan              |
| -------------------------------------------- | ----------------- | ------------------ |
| Bourigeaud 11' 54' (11-esből) 68' (11-esből) | (1–1) Jegyzőkönyv | Jović 22' Leão 58' |

| Roazhon Park, Rennes Játékvezető: João Pinheiro (portugál) |

| 2024. február 15. 21:00 |

| Lens | 0–0         | SC Freiburg |
| ---- | ----------- | ----------- |
|      | Jegyzőkönyv |             |

| Stade Bollaert-Delelis, Lens Játékvezető: Bartosz Frankowski (lengyel) |

| 2024. február 22. 18:45 |

| SC Freiburg                      | 3–2 (h. u.)                 | Lens                 |
| -------------------------------- | --------------------------- | -------------------- |
| Sallai 67' 90+2' Gregoritsch 99' | (0–2, 2–2, 3–2) Jegyzőkönyv | Costa 28' Wahi 45+2' |

| Europa-Park Stadion, Freiburg im Breisgau Játékvezető: Rade Obrenović (szlovén) |

| 2024. február 15. 18:45 |

| Young Boys  | 1–3               | Sporting CP                                           |
| ----------- | ----------------- | ----------------------------------------------------- |
| Ugrinic 42' | (1–2) Jegyzőkönyv | Amenda 31' (öngól) Gyökeres 41' (11-esből) Inácio 48' |

| Stadion Wankdorf, Bern Játékvezető: Benoît Bastien (francia) |

| 2024. február 22. 21:00 (20:00 WET) |

| Sporting CP  | 1–1               | Young Boys              |
| ------------ | ----------------- | ----------------------- |
| Gyökeres 13' | (1–0) Jegyzőkönyv | Ganvoula 84' (11-esből) |

| Estádio José Alvalade, Lisszabon Játékvezető: Ivan Kružliak (szlovák) |

| 2024. február 15. 21:00 (20:00 WET) |

| Benfica                                  | 2–1               | Toulouse   |
| ---------------------------------------- | ----------------- | ---------- |
| Di María 68' (11-esből) 90+8' (11-esből) | (0–0) Jegyzőkönyv | Desler 75' |

| Estádio da Luz, Lisszabon Játékvezető: Donatas Rumšas (litván) |

| 2024. február 22. 18:45 |

| Toulouse | 0–0         | Benfica |
| -------- | ----------- | ------- |
|          | Jegyzőkönyv |         |

| Stadium de Toulouse, Toulouse Játékvezető: Maurizio Mariani (olasz) |

| 2024. február 15. 21:00 (20:00 WET) |

| Braga                               | 2–4               | Qarabağ                                            |
| ----------------------------------- | ----------------- | -------------------------------------------------- |
| Banza 44' Moutinho 90+1' (11-esből) | (1–1) Jegyzőkönyv | Janković 21' (11-esből) Zoubir 54' 69' Juninho 65' |

| Estádio Municipal de Braga, Braga Játékvezető: Morten Krogh (dán) |

| 2024. február 22. 18:45 (21:45 AZT) |

| Qarabağ                      | 2–3 (h. u.)                 | Braga                                         |
| ---------------------------- | --------------------------- | --------------------------------------------- |
| Silva 102' Akhundzade 120+2' | (0–0, 0–2, 1–2) Jegyzőkönyv | Fernandes 70' Djaló 83' Banza 115' (11-esből) |

| Tofik Bahramov Stadion, Baku Játékvezető: Georgi Kabakov (bolgár) |

| 2024. február 15. 18:45 (20:45 TRT) |

| Galatasaray                           | 3–2               | Sparta Praha            |
| ------------------------------------- | ----------------- | ----------------------- |
| Demirbay 19' Mertens 61' Icardi 90+1' | (1–0) Jegyzőkönyv | Preciado 47' Kuchta 65' |

| Rams Park, Isztambul Játékvezető: Alejandro Hernández Hernández (spanyol) |

| 2024. február 22. 21:00 |

| Sparta Praha                                   | 4–1               | Galatasaray  |
| ---------------------------------------------- | ----------------- | ------------ |
| Preciado 8' Tuci 74' Haraslín 80' Kuchta 90+6' | (1–1) Jegyzőkönyv | Bardakcı 16' |

| Stadion Letná, Prága Játékvezető: Anthony Taylor (angol) |

| 2024. február 15. 18:45 |

| Sahtar Doneck                  | 2–2               | Marseille                 |
| ------------------------------ | ----------------- | ------------------------- |
| Matviyenko 68' Eguinaldo 90+3' | (0–0) Jegyzőkönyv | Aubameyang 64' Ndiaye 90' |

| Volksparkstadion, Hamburg, Németország Játékvezető: Erik Lambrechts (belga) |

| 2024. február 22. 21:00 |

| Marseille                             | 3–1               | Sahtar Doneck          |
| ------------------------------------- | ----------------- | ---------------------- |
| Aubameyang 23' Sarr 74' Kondogbia 81' | (1–1) Jegyzőkönyv | Sudakov 12' (11-esből) |

| Stade Vélodrome, Marseille Játékvezető: Tobias Stieler (német) |

## Nyolcaddöntők
A nyolcaddöntők sorsolását 2024. február 23-án tartották. Az első mérkőzéseket március 6-án és 7-én, a második mérkőzéseket március 14-én játszották.

### Párosítások
| 1. csapat    | Össz.Tooltip Aggregate score | 2. csapat              | 1. mérk. | 2. mérk. |
| ------------ | ---------------------------- | ---------------------- | -------- | -------- |
| Sparta Praha | 2–11                         | Liverpool              | 1–5      | 1–6      |
| Marseille    | 5–3                          | Villarreal             | 4–0      | 1–3      |
| Roma         | 4–1                          | Brighton & Hove Albion | 4–0      | 0–1      |
| Benfica      | 3–2                          | Rangers                | 2–2      | 1–0      |
| SC Freiburg  | 1–5                          | West Ham United        | 1–0      | 0–5      |
| Sporting CP  | 2–3                          | Atalanta               | 1–1      | 1–2      |
| Milan        | 7–3                          | Slavia Praha           | 4–2      | 3–1      |
| Qarabağ      | 4–5                          | Bayer Leverkusen       | 2–2      | 2–3      |

### Mérkőzések
| 2024. március 7. 18:45 |

| Sparta Praha        | 1–5               | Liverpool                                                            |
| ------------------- | ----------------- | -------------------------------------------------------------------- |
| Bradley 46' (öngól) | (0–3) Jegyzőkönyv | Mac Allister 6' (11-esből) Núñez 25' 45+3' Díaz 53' Szoboszlai 90+4' |

| Stadion Letná, Prága Játékvezető: José María Sánchez Martínez (spanyol) |

| 2024. március 14. 21:00 (20:00 GMT) |

| Liverpool                                                 | 6–1               | Sparta Praha    |
| --------------------------------------------------------- | ----------------- | --------------- |
| Núñez 7' Clark 8' Szaláh 10' Gakpo 14' 55' Szoboszlai 48' | (4–1) Jegyzőkönyv | Birmančević 42' |

| Anfield, Liverpool Játékvezető: Artur Soares Dias (portugál) |

| 2024. március 7. 21:00 |

| Marseille                                                       | 4–0               | Villarreal |
| --------------------------------------------------------------- | ----------------- | ---------- |
| Veretout 23' Mosquera 28' (öngól) Aubameyang 42' (11-esből) 59' | (3–0) Jegyzőkönyv |            |

| Stade Vélodrome, Marseille Játékvezető: Serdar Gözübüyük (holland) |

| 2024. március 14. 18:45 |

| Villarreal                          | 3–1               | Marseille    |
| ----------------------------------- | ----------------- | ------------ |
| Capoue 32' Sørloth 54' Mosquera 86' | (1–0) Jegyzőkönyv | Clauss 90+4' |

| Estadio El Madrigal, Vila-real Játékvezető: Kovács István (román) |

| 2024. március 7. 18:45 |

| Roma                                            | 4–0               | Brighton & Hove Albion |
| ----------------------------------------------- | ----------------- | ---------------------- |
| Dybala 13' Lukaku 43' Mancini 64' Cristante 68' | (2–0) Jegyzőkönyv |                        |

| Stadio Olimpico, Róma Játékvezető: François Letexier (francia) |

| 2024. március 14. 21:00 (20:00 GMT) |

| Brighton & Hove Albion | 1–0               | Roma |
| ---------------------- | ----------------- | ---- |
| Welbeck 37'            | (1–0) Jegyzőkönyv |      |

| Falmer Stadion, Brighton Játékvezető: Felix Zwayer (német) |

| 2024. március 7. 21:00 (20:00 WET) |

| Benfica                                       | 2–2               | Rangers                    |
| --------------------------------------------- | ----------------- | -------------------------- |
| Di María 45+2' (11-esből) Goldson 67' (öngól) | (1–2) Jegyzőkönyv | Lawrence 7' Sterling 45+5' |

| Estádio da Luz, Lisszabon Játékvezető: Tobias Stieler (német) |

| 2024. március 14. 18:45 (17:45 GMT) |

| Rangers | 0–1               | Benfica      |
| ------- | ----------------- | ------------ |
|         | (0–0) Jegyzőkönyv | R. Silva 66' |

| Ibrox Stadion, Glasgow Játékvezető: Ivan Kružliak (szlovák) |

| 2024. március 7. 21:00 |

| SC Freiburg     | 1–0               | West Ham United |
| --------------- | ----------------- | --------------- |
| Gregoritsch 81' | (0–0) Jegyzőkönyv |                 |

| Europa-Park Stadion, Freiburg im Breisgau Játékvezető: Alejandro Hernández Hernández (spanyol) |

| 2024. március 14. 18:45 (17:45 GMT) |

| West Ham United                                  | 5–0               | SC Freiburg |
| ------------------------------------------------ | ----------------- | ----------- |
| Paquetá 9' Bowen 32' Cresswell 52' Kudus 77' 85' | (2–0) Jegyzőkönyv |             |

| London Stadion, London Játékvezető: Marco Guida (olasz) |

| 2024. március 6. 18:45 (17:45 WET) |

| Sporting CP  | 1–1               | Atalanta     |
| ------------ | ----------------- | ------------ |
| Paulinho 17' | (1–1) Jegyzőkönyv | Scamacca 39' |

| Estádio José Alvalade, Lisszabon Játékvezető: Daniel Siebert (német) |

| 2024. március 14. 21:00 |

| Atalanta                 | 2–1               | Sporting CP   |
| ------------------------ | ----------------- | ------------- |
| Lookman 46' Scamacca 59' | (0–1) Jegyzőkönyv | Gonçalves 33' |

| Atleti Azzurri d’Italia Stadion, Bergamo Játékvezető: Sandro Schärer (svájci) |

| 2024. március 7. 21:00 |

| Milan                                                   | 4–2               | Slavia Praha            |
| ------------------------------------------------------- | ----------------- | ----------------------- |
| Giroud 34' Reijnders 44' Loftus-Cheek 45+1' Pulisic 85' | (3–1) Jegyzőkönyv | Douděra 36' Schranz 65' |

| San Siro, Milánó Játékvezető: Halil Umut Meler (török) |

| 2024. március 14. 18:45 |

| Slavia Praha | 1–3               | Milan                                   |
| ------------ | ----------------- | --------------------------------------- |
| Jurásek 84'  | (0–3) Jegyzőkönyv | Pulisic 33' Loftus-Cheek 36' Leão 45+6' |

| Fortuna Aréna, Prága Játékvezető: Glenn Nyberg (svéd) |

| 2024. március 7. 18:45 (21:45 AZT) |

| Qarabağ                  | 2–2               | Bayer Leverkusen       |
| ------------------------ | ----------------- | ---------------------- |
| Benzia 26' Juninho 45+2' | (2–0) Jegyzőkönyv | Wirtz 70' Schick 90+2' |

| Tofik Bahramov Stadion, Baku Játékvezető: Benoît Bastien (francia) |

| 2024. március 14. 21:00 |

| Bayer Leverkusen                | 3–2               | Qarabağ                |
| ------------------------------- | ----------------- | ---------------------- |
| Frimpong 72' Schick 90+3' 90+8' | (0–0) Jegyzőkönyv | Zoubir 58' Juninho 67' |

| BayArena, Leverkusen Játékvezető: Anthony Taylor (angol) |

## Negyeddöntők
A negyeddöntők sorsolását 2024. március 15-én tartották. Az első mérkőzéseket április 11-én, a második mérkőzéseket április 18-án játszották.

### Párosítások
| 1. csapat        | Össz.Tooltip Aggregate score | 2. csapat       | 1. mérk. | 2. mérk.   |
| ---------------- | ---------------------------- | --------------- | -------- | ---------- |
| Milan            | 1–3                          | Roma            | 0–1      | 1–2        |
| Liverpool        | 1–3                          | Atalanta        | 0–3      | 1–0        |
| Bayer Leverkusen | 3–1                          | West Ham United | 2–0      | 1–1        |
| Benfica          | 2–2 (t. 2–4)                 | Marseille       | 2–1      | 0–1 (h.u.) |

### Mérkőzések
| 2024. április 9. 21:00 |

| Milan | 0–1               | Roma        |
| ----- | ----------------- | ----------- |
|       | (0–1) Jegyzőkönyv | Mancini 17' |

| San Siro, Milánó Játékvezető: Clément Turpin (francia) |

| 2024. április 16. 21:00 |

| Roma                   | 2–1               | Milan      |
| ---------------------- | ----------------- | ---------- |
| Mancini 12' Dybala 22' | (2–0) Jegyzőkönyv | Gabbia 85' |

| Stadio Olimpico, Róma Játékvezető: Szymon Marciniak (lengyel) |

| 2024. április 9. 21:00 (20:00 BST) |

| Liverpool | 0–3               | Atalanta                     |
| --------- | ----------------- | ---------------------------- |
|           | (0–1) Jegyzőkönyv | Scamacca 38' 60' Pašalić 83' |

| Anfield, Liverpool Játékvezető: Halil Umut Meler (török) |

| 2024. április 16. 21:00 |

| Atalanta | 0–1               | Liverpool            |
| -------- | ----------------- | -------------------- |
|          | (0–1) Jegyzőkönyv | Szaláh 7' (11-esből) |

| Atleti Azzurri d’Italia Stadion, Bergamo Játékvezető: François Letexier (francia) |

| 2024. április 9. 21:00 |

| Bayer Leverkusen           | 2–0               | West Ham United |
| -------------------------- | ----------------- | --------------- |
| Hofmann 83' Boniface 90+1' | (0–0) Jegyzőkönyv |                 |

| BayArena, Leverkusen Játékvezető: Artur Soares Dias (portugál) |

| 2024. április 16. 21:00 (20:00 BST) |

| West Ham United | 1–1               | Bayer Leverkusen |
| --------------- | ----------------- | ---------------- |
| Antonio 13'     | (1–0) Jegyzőkönyv | Frimpong 89'     |

| London Stadion, London Játékvezető: José María Sánchez Martínez (spanyol) |

| 2024. április 9. 21:00 (20:00 WEST) |

| Benfica                   | 2–1               | Marseille      |
| ------------------------- | ----------------- | -------------- |
| R. Silva 16' Di María 52' | (1–0) Jegyzőkönyv | Aubameyang 67' |

| Estádio da Luz, Lisszabon Játékvezető: Michael Oliver (angol) |

| 2024. április 16. 21:00 |

| Marseille                              | 1–0 (h. u.)                 | Benfica                          |
| -------------------------------------- | --------------------------- | -------------------------------- |
| Moumbagna 79'                          | (0–0, 1–0, 1–0) Jegyzőkönyv |                                  |
| Büntetőpárbaj                          |                             |                                  |
| Correa Kondogbia Balerdi Luis Henrique | 4–2                         | Di María Kökçü Otamendi A. Silva |

| Stade Vélodrome, Marseille Játékvezető: Felix Zwayer (német) |

## Elődöntők
Az elődöntők sorsolását 2024. március 15-én tartották, a negyeddöntők sorsolását követően. Az első mérkőzéseket május 2-án, a második mérkőzéseket május 9-én játszották.

### Párosítások
| 1. csapat | Össz.Tooltip Aggregate score | 2. csapat        | 1. mérk. | 2. mérk. |
| --------- | ---------------------------- | ---------------- | -------- | -------- |
| Marseille | 1–4                          | Atalanta         | 1–1      | 0–3      |
| Roma      | 2–4                          | Bayer Leverkusen | 0–2      | 2–2      |

### Mérkőzések
| 2024. május 2. 21:00 |

| Marseille  | 1–1               | Atalanta     |
| ---------- | ----------------- | ------------ |
| Mbemba 20' | (1–1) Jegyzőkönyv | Scamacca 11' |

| Stade Vélodrome, Marseille Játékvezető: Daniel Siebert (német) |

| 2024. május 9. 21:00 |

| Atalanta                            | 3–0               | Marseille |
| ----------------------------------- | ----------------- | --------- |
| Lookman 30' Ruggeri 52' Touré 90+5' | (1–0) Jegyzőkönyv |           |

| Atleti Azzurri d’Italia Stadion, Bergamo Játékvezető: Jesús Gil Manzano (spanyol) |

| 2024. május 2. 21:00 |

| Roma | 0–2               | Bayer Leverkusen      |
| ---- | ----------------- | --------------------- |
|      | (0–1) Jegyzőkönyv | Wirtz 28' Andrich 73' |

| Stadio Olimpico, Róma Játékvezető: François Letexier (francia) |

| 2024. május 9. 21:00 |

| Bayer Leverkusen                   | 2–2               | Roma                                  |
| ---------------------------------- | ----------------- | ------------------------------------- |
| Mancini 82' (öngól) Stanišić 90+7' | (0–1) Jegyzőkönyv | Paredes 43' (11-esből) 66' (11-esből) |

| BayArena, Leverkusen Játékvezető: Danny Makkelie (holland) |

## Döntő
A döntőt 2024. május 22-én játszották az Aviva Stadionban, Dublinban. A pályaválasztót 2024. március 15-én sorsolták, az elődöntők sorsolását követően.
| 2024. május 22. 21:00 |

| Atalanta            | 3–0               | Bayer Leverkusen |
| ------------------- | ----------------- | ---------------- |
| Lookman 12' 26' 75' | (2–0) Jegyzőkönyv |                  |

| Aviva Stadion, Dublin Játékvezető: Kovács István (román) |